# U-2 (1935)
U-2 — малая U-boat типа IIA, времён Второй мировой войны. Заказ на постройку был отдан 2 февраля 1935 года. Лодка была заложена на верфи судостроительной компании Deutsche Werke, Киль 11 февраля 1935 года под заводским номером 237. Спущена на воду 1 июля 1935 года. 25 июля 1935 года принята на вооружение и 1 июля под командованием обер-лейтенанта Германа Мишахеллеса вошла в состав Unterseebootsschulflottille.

## История службы
Совершила два боевых похода, успехов не достигла. Затонула 8 апреля 1944 года после столкновения с немецким паровым траулером Helmi Söhle западнее Пиллау, в точке с координатами 54°48′ с. ш. 19°55′ в. д..

### Первый поход
15 марта 1940 года U-2 вышла из Киля в направлении южных берегов Норвегии с целью охоты на субмарины противника. Однако, благодаря плохой погоде и снегу с дождём, миссия была совершенно безуспешной, и 29 марта 1940 года лодка пришла в Вильгельмсхафен.

### Второй поход
4 апреля 1940 года U-2 вновь вышла в боевой поход для поддержки сил вторжения в операции «Везерюбунг» (вторжение в Норвегию). Совместно с U-3, U-5 и U-6 составила Восьмую Группу.
5 апреля 1940 года в Северном море британская подводная лодка HMS Unity (N66) выстрелила тремя торпедами по U-2, но промахнулась.
10 апреля 1940 года в 18:21 лодка была безуспешно атакована британским бомбардировщиком Веллингтон.
11 апреля 1940 года U-2 из за дефекта носового горизонтального руля была вынуждена прервать операцию и, 15 апреля 1940 года, вернулась в Вильгельмсхафен.

### Судьба
8 апреля 1944 года лодка столкнулась с немецким паровым траулером Helmi Söhle западнее Пиллау, в точке с координатами 54°48′ с. ш. 19°55′ в. д. и затонула. Семнадцать членов экипажа погибли, восемнадцать — были спасены. На следующий день обломки лодки были подняты и отправлены в металлолом.

## Командиры
В числе командиров U-2 на заре своей карьеры были известные командиры-подводники Генрих Либе и Герберт Шульце, входящие в десятку результативнейших немецких подводников «Aces of the Deep».
- 25 июля 1935 года — 30 сентября 1936 года — обер-лейтенант цур зее Герман Мишахеллес (нем. Oberleutnant zur See Hermann Michahelles)
- 1 октября 1936 года — 31 января 1938 года — капитан-лейтенант Генрих Либе (нем. Kapitänleutnant Heinrich Liebe) (Кавалер Рыцарского Железного креста)
- 31 января 1938 года — 16 марта 1939 года — обер-лейтенант цур зее Герберт Шульце (нем. Oberleutnant zur See Herbert Schultze) (Кавалер Рыцарского Железного креста)
- 17 марта 1939 года — 5 августа 1940 года — капитан-лейтенант Helmut Розенбаум (нем. Kapitänleutnant Helmut Rosenbaum) (Кавалер Рыцарского Железного креста)
- 7 июля 1940 года — 5 августа 1940 года — обер-лейтенант цур зее Ганс Хейдтман (нем. Oberleutnant zur See Hans Heidtmann) (исполняющий обязанности) (Кавалер Рыцарского Железного креста)
- 6 августа 1940 года — октябрь 1941 года — капитан-лейтенант Георг фон Виламовиц-Мёллендорф (нем. Kapitänleutnant Georg von Wilamowitz-Möllendorf)
- октябрь 1941 года — 15 мая 1942 года — обер-лейтенант цур зее Карл Кёльзер (нем. Oberleutnant zur See Karl Kölzer)
- 16 мая 1942 года — 19 ноября 1942 года — обер-лейтенант цур зее Вернер Швафф (нем. Oberleutnant zur See Werner Schwaff)
- 20 ноября 1942 года — 12 декабря 1943 года — обер-лейтенант цур зее Гельмут Херглоц (нем. Oberleutnant zur See Helmut Herglotz)
- 13 декабря 1943 года — 8 апреля 1944 года — обер-лейтенант цур зее Вольфганг Шварцкопф (нем. Oberleutnant zur See Wolfgang Schwarzkopf)

## Флотилии
- 1 июля 1935 года — 1 февраля 1940 года — Unterseebootsschulflottille (учебная)
- 1 марта 1940 года — 1 апреля 1940 года — Unterseebootsschulflottille (боевая служба)
- 1 мая 1940 года — 30 июня 1940 года — Unterseebootsschulflottille (учебная)
- 1 июля 1940 года — 8 апреля 1944 года — 21-й флотилии (учебная)